# Copa das Nações (futebol)
A Copa das Nações (também conhecida por 4 Associations Tournament ou Celtic Cup) foi uma competição de futebol em que disputaram as seleções da Escócia, Irlanda, Irlanda do Norte e País de Gales.

## Resultados
| Ano  | Sede    | Campeão | Vice-campeão | 3º Lugar      | 4º Lugar         |
| ---- | ------- | ------- | ------------ | ------------- | ---------------- |
| 2011 | Irlanda | Irlanda | Escócia      | País de Gales | Irlanda do Norte |

### Artilheiros
| Ano  | Jogador      | Gols |
| ---- | ------------ | ---- |
| 2011 | Robbie Keane | 3    |